# 61208 Stonařov
61208 Stonařov este un asteroid din centura principală, descoperit pe 30 iulie 2000, de Jana Tichá și Miloš Tichý.